# Adana (provinca)
Provinca Adana je provinca, ki se nahaja južni Turčiji ob Sredozemskem morju. Okoliške province so Mersin na zahodu, Hatay na jugovzhodu, Osmaniye na vzhodu, Kahramanmaraş na severovzhodu, Kayseri na severu in Niğde na severozahodu. Središče province je mesto Adana. 

## Okrožja
- Adana
- Aladağ
- Ceyhan
- Feke
- İmamoğlu
- Karaisalı
- Karataş
- Kozan
- Pozantı
- Saimbeyli
- Seyhan
- Tufanbeyli
- Yumurtalik
- Yüreğir

Koordinati:   37°22′06″N, 35°42′22″E